# Långvattnet (Björna socken, Ångermanland)
Långvattnet är en sjö i Örnsköldsviks kommun i Ångermanland och ingår i Gideälvens huvudavrinningsområde. Sjön har en area på 0,524 kvadratkilometer och ligger 248,1 meter över havet.

## Delavrinningsområde
Långvattnet ingår i det delavrinningsområde (709225-162524) som SMHI kallar för Utloppet av Långvattnet. Medelhöjden är 276 meter över havet och ytan är 8,47 kvadratkilometer. Det finns inga avrinningsområden uppströms utan avrinningsområdet är högsta punkten. Vattendraget som avvattnar avrinningsområdet har biflödesordning 2, vilket innebär att vattnet flödar genom totalt 2 vattendrag innan det når havet efter 101 kilometer. Avrinningsområdet består mestadels av skog (74 procent) och sankmarker (14 procent). Avrinningsområdet har 0,51 kvadratkilometer vattenytor vilket ger det en sjöprocent på 6 procent.